# 마마 돈 크라이
마마, 돈 크라이(영어: Mama, Don't Cry!)는 한국 창작 뮤지컬이다.

## 개요
<마마, 돈 크라이>는 2010년에 초연한 창작뮤지컬이다.
배우는 두 명이 출연하지만 등장인물은 여러 명이고 프로페서 V역을 맡은 배우가 극을 이끌면서 여러 명의 역할을 한다.

### 줄거리[1]
타고난 천재성으로 일찍 교수 생활을 시작한 프로페서 V이지만 수줍음 많은 성격의 소유자로 짝사랑하는 여인에게조차 말한마디 건네지 못한다. 어떠한 학문에서도 사랑에 대한 해답을 찾을 수 없었던 그는 타임머신을 개발해 시간 여행을 떠난다. 타임머신이 도착한 곳에서 모두를 사로잡는 매혹적인 드라큘라 백작을 만나고 뱀파이어가 된다. 덕분에 모두의 사랑을 받지만 뱀파이어의 매력과 맞바꾼 대가를 치르게 된다.

### 등장인물
- 프로페서 V : 노벨 물리학상 수상자로 거론된 저명한 물리학 교수지만 여자에게는 말 한마디 못 건네는 순진한 남자. 드라큘라 백작과의 만남 이후 매력적인 뱀파이어로 변신하지만, 그의 축복이 저주임을 뒤늦게 깨닫게 된다.
- 드라큘라 백작 : 수백년 간 프로페서 V를 기다려온 존재. 자신에게 찾아온 프로페서 V에게 사랑을 쉽게 얻을 수 있는 치명적인 매력의 뱀파이어가 될 것을 제안한다.

### 넘버
[2016년도 기준]
01 달의 사생아 (intro)
02 파르테논
03 Mama, don't cry
04 You are so beautiful
05 나를 사랑한 (intro)
06 Love is
07 기차가 어둠을 헤치고
08 나를 사랑한
09 프로페서 V
10 프로페서 V - Beauty Lesson
11 이렇게 아름다운
12 Mama, don't cry + 달의 사생아 (insert)
13 Love is (rep.) + Pity Date
14 Half-Man, Half Monster
15 나를 사랑한 (club eddition)
16 Mama. don't cry
17 롤러코스터
18 나 이렇게 행복해도…
19 달의 사생아
20 이렇게 아름다운 (rep.)
21 달콤한 꿈
22 나 이렇게 행복해도… (rep.)
23 파르테논 (rep.)

## 공연

### 2010. 10. 15. ~ 2010. 12. 31. 대학로 설치극장 정미소

#### 출연진
- 프로페서 V : 허규 / 조범준
- 드라큘라 백작 : 유성재 / 정민

### 2013. 3. 9. ~ 2013. 6. 20. 충무아트홀 중극장 블랙

#### 출연진
- 프로페서 V : 송용진 / 허규 / 임병근
- 드라큘라 백작 : 고영빈 / 장승조

### 2015. 3. 10. ~ 2015. 5. 31. 쁘띠첼 씨어터

#### 출연진
- 프로페서 V : 송용진 / 허규 / 서경수 /  김호영
- 드라큘라 백작 : 고영빈 / 이동하 / 박영수 / 이충주

### 2016. 4. 28. ~ 2016. 8. 28. 대학로 유니플렉스 2관

#### 제작진
- 극작/작사 :  이희준
- 작곡 : 박정아
- 음악감독 : 김성수
- 무대 디자인 : 오필영
- 연출 : 오루피나

#### 출연진
- 프로페서 V : 송용진 / 허규 / 최재웅 / 박영수 / 김호영 / 강영석
- 드라큘라 백작 : 고영빈 / 김재범 / 임병근 / 이충주 / 이창엽

### 2018. 3. 23. ~ 2018. 7. 15. 대학로 아트원씨어터 1관

#### 제작진
- 극작/작사 :  이희준
- 작곡 : 박정아
- 음악감독 : 김성수
- 무대 디자인 : 오필영
- 연출 : 오루피나

#### 출연진
- 프로페서 V : 송용진 / 허규 / 조형균 / 송유택 / 정욱진 / 하경
- 드라큘라 백작 : 박영수 / 김찬호 / 고훈정 / 이충주 / 윤소호 / 장지후 / 이승헌

### 2021. 5. 27. ~ 2021. 8. 22. 두산아트센터 연강홀

#### 제작진
- 극작/작사 :  이희준
- 작곡 : 박정아
- 음악감독 : 김성수
- 무대 디자인 : 오필영
- 연출 : 오루피나

#### 출연진
- 프로페서 V : 송용진 / 허규 / 조형균 / 백형훈 / 양지원 / 최민우 / 박좌헌
- 드라큘라 백작 : 고영빈 / 박영수 / 김찬호 / 고훈정 / 이충주 / 장지후 / 이승헌 / 노윤